# Lijst van gouverneurs van Salzburg
De Gouverneur (Landeshauptmann) van Salzburg is de regeringsleider van deze Oostenrijkse deelstaat.

## Landspresidenten van hetHertogdom Salzburg(1850–1918)
| Persoon                          | Periode   |
| -------------------------------- | --------- |
| Friedrich von Herberstein        | 1850–1852 |
| Karl von Lobkowitz               | 1852–1855 |
| Otto von Fünfeichen              | 1855–1859 |
| Ernest von Gourcy-Droitaumont    | 1860      |
| Franz von Spiegelfeld            | 1861–1863 |
| Eduard von Taaffe                | 1863–1867 |
| Karl von Coronini-Cronberg       | 1867–1869 |
| Adolf von Auersperg              | 1870–1871 |
| Siegmund von Thun-Hohenstein     | 1872–1897 |
| Clemens von Saint-Julien-Wallsee | 1897–1908 |
| Lewin von Schaffgotsch           | 1908–1913 |
| Felix von Schmitt-Gasteiger      | 1913–1918 |

## Gouverneurs van Salzburg (sinds 1861)

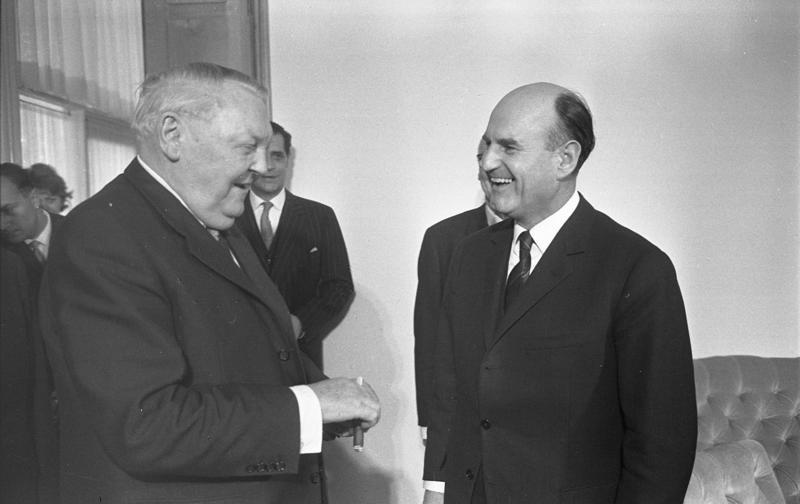
Landeshauptmann Josef Klaus (r.) (1949-1961) met de Duitse bondskanselier Ludwig Erhard (l.)

| Persoon                                       | Periode                           | Partij       |
| --------------------------------------------- | --------------------------------- | ------------ |
| Joseph Freiherr von Weiß                      | 31 maart 1861 - 30 september 1872 |              |
| Hugo Raimund Reichsgraf von Lamberg           | 30 september 1872 - 14 juni 1880  |              |
| Carl Graf Chorinsky von Ledské                | 17 juni 1880 - 30 oktober 1890    |              |
| Albert Schumacher Ritter von Tännengau        | 30 oktober 1890 - 17 januari 1897 |              |
| Mgr. Alois Winkler                            | 17 januari 1897 - december 1902   | CS           |
| Albert Schumacher Ritter von Tännengau        | december 1902 - 21 juli 1909      |              |
| Mgr. Alois Winkler                            | 21 juli 1909 - 23 april 1919      | CS           |
| Oskar Meyer                                   | 23 april 1919 - 4 mei 1922        | CS           |
| Franz Rehrl                                   | 4 mei 1922 - 12 maart 1938        | CS; 1934: VF |
| Anton Wintersteiger                           | 13 maart 1938 - 22 mei 1938       | NSDAP        |
| Friedrich Rainer 21.4.1940: Reichsstatthalter | 22 mei 1938 - 29 november 1941    | NSDAP        |
| Gustav Adolf Scheel Reichsstatthalter         | 29 november 1941 - 4 mei 1945     | NSDAP        |
| Adolf Schemel                                 | 23 mei 1945 - 12 december 1945    | ÖVP          |
| Albert Hochleitner                            | 12 december 1945 - 4 mei 1947     | ÖVP          |
| Josef Rehrl                                   | 4 mei 1947 - 1 december 1949      | ÖVP          |
| Josef Klaus                                   | 1 december 1949 - 17 april 1961   | ÖVP          |
| Hans Lechner                                  | 17 april 1961 - 20 april 1977     | ÖVP          |
| Wilfried Haslauer sr.                         | 20 april 1977 - 2 mei 1989        | ÖVP          |
| Hans Katschthaler                             | 2 mei 1989 - 24 april 1996        | ÖVP          |
| Franz Schausberger                            | 24 april 1996 - 28 april 2004     | ÖVP          |
| Gabriele Burgstaller (Landeshauptfrau)        | 28 april 2004 - 19 juni 2013      | SPÖ          |
| Wilfried Haslauer jr.                         | sinds 19 juni 2013                | ÖVP          |